# Ullrich Sierau
Ullrich Sierau (Halle (Saale), 6 marzo 1956) è un politico tedesco, sindaco di Dortmund dal 2009 al 2020.